# Namibia, Land of the Brave
Namibia, Land of the Brave és l'himne nacional de Namíbia.

## Origen de l'himne
Després de la independència de Namíbia, l'any 1990, tingué lloc un concurs públic amb la participació de nombrosos compositors per tal de donar un himne al jove estat. El guanyador del concurs fou el compositor Axali Doëseb. Doëseb era fins llavors el director d'un grup de música tradicional del Kalahari.
El nou himne va ser tocat en públic per primera vegada durant la celebració del primer any de la independència sota la direcció del mateix compositor i ben aviat comptà amb l'acceptació dels namibians. No obstant això, hi hagué algunes discussions sobre l'adequació de la lletra (també escrita per Doëseb) perquè, segons el criteri d'alguns musicòlegs, l'entonació oral no sempre harmonitzava amb el ritme musical. Segons el rotatiu en llengua alemanya "Volkes Stimme", aquesta crítica només prové de la població de raça blanca.
La cançó Südwesterlied encara representa, per a molts descendents d'alemanys, el paper d'himne extraoficial, tot i que el seu estatus no es pot comparar al de l'himne oficial.

## Lletra

### Lletra original en anglès
```
Namibia land of the brave, freedom fight we have won,
Glory to their bravery whose blood waters our freedom.
We give our love and loyalty together in unity
contrasting beautiful Namibia, Namibia our country.
Beloved land of savannahs, hold high the banner of liberty.

Chorus:
 Namibia our Country, Namibia, motherland, we love thee.
```

### Lletra original en alemany
```
Namibia, Land der Mutigen. Der Freiheitskampf ist gewonnen,
Ehre Ihrem Mut, deren Blut floß für unsere Freiheit.
Wir geben unsere Liebe und Freiheit in Einigkeit gemeinsam,
kontrastreiches schönes Namibia, Namibia unser Land.
Geliebtes Land der Savannen, haltet das Banner der Freiheit hoch.

Refrain
: Namibia unser Land, Namibia, Vaterland, wir lieben Dich.
```

### Traducció lliure al català
```
Namíbia, pàtria dels valents, hem guanyat la lluita per la llibertat,
Glòria a llur coratge, del qual brolla la nostra llibertat.
Entreguem el nostre amor i la nostra lleialtat en unitat
Namíbia preciosa terra de contrastos, Namíbia la nostra pàtria.
Estimada terra de sabanes, hissa ben amunt la bandera de la llibertat.

Tornada
: Namíbia la nostra pàtria, Namíbia, mare pàtria, t'estimem.
```